# Ализарин
Ализарин (1,2-дихидроксиантрахинон) – органично багрило, получавано от корените на броша, а днес чрез синтеза от антрацен. Служи за оцветяване в червено, виолетово и др. Използва се за изготвянето на декоративни бои и в печата.